# Göteborgs Köpmannaförbund
Göteborgs Köpmannaförbund är en sammanslutning av affärsinnehavare/handelsföretag i Göteborgsregionen. Organisationen grundades 1922. Man har bland annat delat ut priset Årets Köpstråk. Från och med 2007 har Svensk Handel tagit hand om förbundets tidigare roll som medlemsorganisation för Göteborgsregionens affärsidkare.

## Historik
Göteborgs Köpmannaförbund grundades vid ett konstituerande sammanträde 20 november 1922. Ungefär 200 personer deltog vid mötet, som ägde rum vid Göteborgs Högre Läroverk. Vid mötet närvarade bland annat den dåvarande ordföranden i Sveriges Köpmannaförbund (som 1997 uppgick i då nybildade Svensk Handel), direktör E. A. Thunholm.
Förste ordförande i förbundet blev Sven Fraenkel. Senare innehavare av posten har bland annat varit Valerius Hansson, Alvar Ström, Richard Berlin och Sven Gulin.
Från 1938 inrymdes förbundets kontor i ett eget hus, på Kungsportsavenyen 9. 1945 flyttade kontoret till Södra Hamngatan 23, cirka 1950 till Vasagatan 52 och år 2000 till Vasagatan 43.
Den svenska samlande organisationen Svensk Handel bildades 1997 genom en sammanslagning av Grossistförbundet, Handelsarbetsgivarna och Sveriges Köpmannaförbund. Därefter inleddes diskussioner om att Svensk Handel även direkt skulle organisera den regionala verksamheten (som dittills skötts av Göteborgs Köpmannaförbund och andra regionala motsvarigheter). Genom samarbetsavtal genomfördes den omorganisationen 1 januari 2007.
Göteborgs Köpmannaförbund finns dock kvar som organisation. Numera ägnar man sig främst åt den utåtriktade verksamheten, där man vill förbättra förutsättningarna för att kunna driva handelsföretag i Göteborgsområdet. Detta gör man bland annat genom samarbete med olika centrumföreningar (köpmannaföreningar i separata köpcentra) samt Göteborg & Co, Näringslivsgruppen, Julstaden Göteborg, Nyföretagarcentrum Göteborgsregionen, Shoppinggruppen och Forum för centrumutveckling.
Dessutom ägnar förbundet sig åt förvaltning av några relaterade föreningar och stiftelser. Detta gäller Kassan för Köpmän (grundad 1881), Handelns Forskningsstiftelse (grundad 1988), Föreningen för Befrämjandet av Handelskunskaper (grundad 1886), Stiftelsen Köpmannaförbundet (grundad 2009) samt Sveriges Skeppshandlareförbund. I övrigt äger man dotterbolaget AB Göteborgs Köpmannakonsult. Man ägnar sig också i någon mån åt mecenatverksamhet genom stipendier åt ekonomistuderande.

## Symbol
Symbolen för förbundet består av en bevingad Mercurius-hjälm placerad på en stav med två slingrande ormar omgivna av en kedja i form av en ring. Mercurius är handelns och köpmännens gud, ormstaven är Hermes/Mercurius kaducé, och kedjan påminner om förbundstanken.

## Årets Köpstråk
Göteborgs Köpmannaförbund delade, i samarbete med Svensk Handel, 2001–2007 ut priset Årets Köpstråk. Det var ett årligt pris till ett butiksområde i Göteborgsregionen som man ansett utmärkt sig.
Pristagare
- 2001 – Haga[8]
- 2002 – Arkaden[8]
- 2003 – Kungsmässan[8]
- 2004 – Bäckebol Homecenter[8]
- 2005 – Nordstan[8]
- 2006 – Kungsbacka innerstad[8]
- 2007 – Nordiska Kompaniet[9]